# Sărata (gmina Mihălășeni)
Sărata – wieś w Rumunii, w okręgu Botoszany, w gminie Mihălășeni. W 2011 roku liczyła 332 mieszkańców.